# Bán hóa thạch

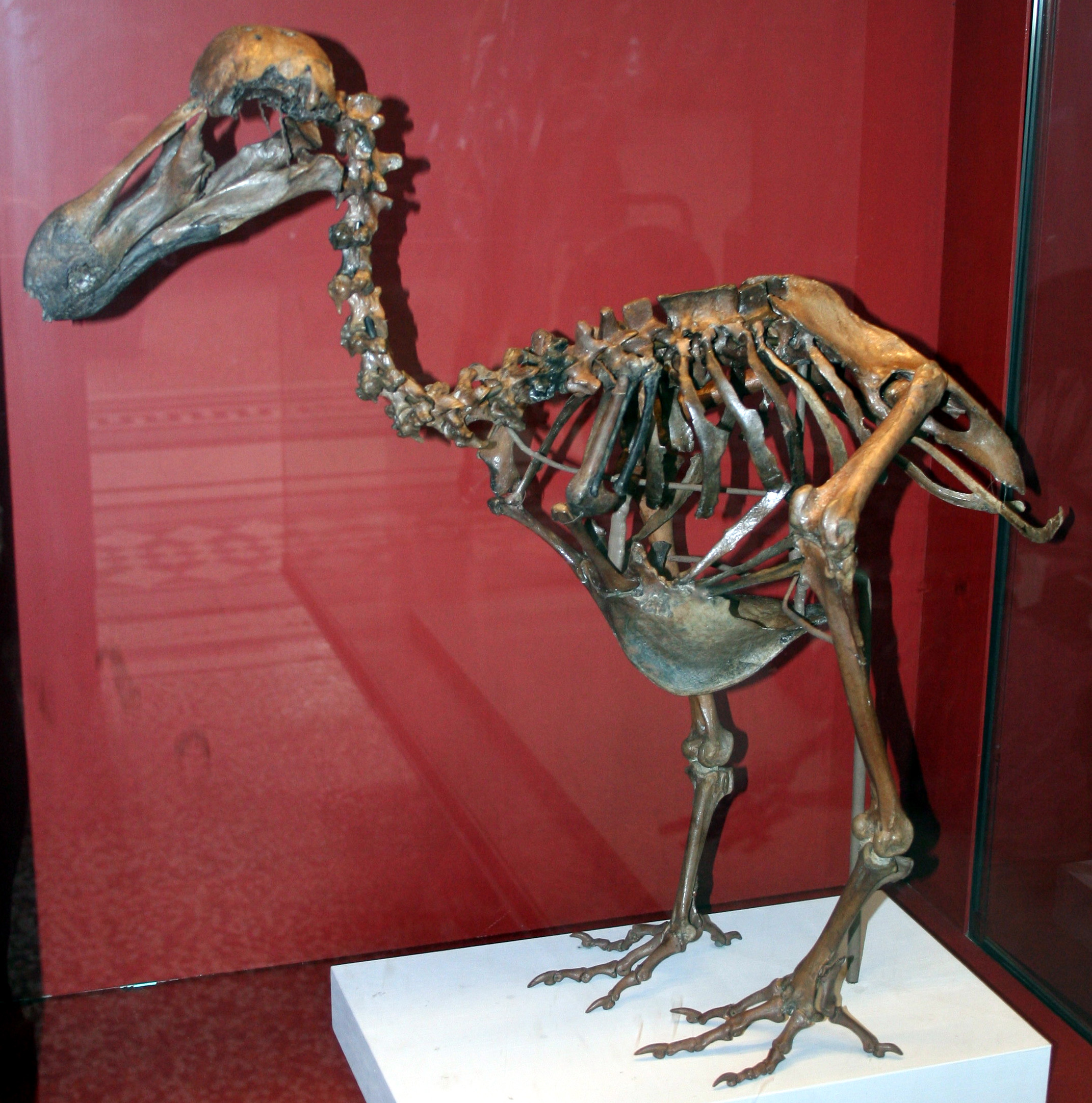
Bộ xương bán hóa thạch của chim dodo.

Bán hóa thạch hay Á hóa thạch (tiếng Anh: Subfossil, tiếng Trung Quốc: 亞化石) là một thuật ngữ để chỉ di tích của những sinh vật từng sinh sống mà chưa được xem hoàn toàn là hóa thạch vì một trong hai lý do sau: chưa có đủ thời gian từ khi sinh vật ấy chết, hay điều kiện hình thành hóa thạch không đủ tốt.
Hiếm khi phát hiện bán hóa thạch từ thời kỳ Đại Trung Sinh và chúng thường hư hỏng rất nặng, nên dễ gây ra tranh cãi.